# Гроздова, Светлана Христофоровна
Светла́на Христофо́ровна Гроздо́ва (Маха́личева) (29 января 1959, Ростов-на-Дону, СССР) — советская гимнастка, олимпийская чемпионка, заслуженный мастер спорта СССР.

## Биография

### Происхождение
Родилась в семье рабочих-каменщиков. Отец Христофор Сергеевич Гроздов — Заслуженный строитель РСФСР, Лауреат Государственной премии СССР (1981).
С семи лет занималась спортом в ростовской детской спортивной школы № 6, пробуя себя в акробатике, танцах и спортивной гимнастике. С 1968 года стала серьёзно заниматься спортивной гимнастикой. Первым тренером была Зинаида Васильевна Насонова. Через год вошла в группу гимнасток под руководством Руслана Спиридоновича Лаврова и Вероники Владимировны Якубовой.

### Спортивная карьера
С 1974 года зачислена в состав клуба СКА.
В 1980 году окончила Ростовский государственный педагогический институт, принимала участие в церемониях открытия и закрытия Олимпийских игр в Москве.
Из-за проблем со здоровьем после травм была вынуждена оставить спортивную гимнастику. В том же 1980 году переехала в Тольятти, где стала заниматься спортивной акробатикой у Виталия Гройсмана.
Была замужем за своим партнёром по выступлениям в спортивной акробатике Евгением Махаличевым. В 1988 году пара переехала в Ростов.
В 1990 году завершила спортивную карьеру, после чего ещё четыре года выступала в номере артистов цирка «Акробаты-вольтижеры с медведями на подкидных палках» под руководством заслуженного артиста РСФСР Виктора Шемшура.
В 1993 году познакомилась с музыкантом из циркового оркестра Леонидом Марецким, еще спустя два года они поженились, и некоторое время спустя приобрели в Москве однокомнатную квартиру. Сын Максим родился только в 2000 году, у него был обнаружен врождённый порок сердца. Из-за разногласий по вопросам лечения сына пара фактически распалась, не общаясь и не разговаривая друг с другом. В 2004 году Максиму, вопреки воле матери была сделана операция, оказавшаяся успешной, инвалидность с него была снята.
Светлана продолжила работать с детьми с ограниченными возможностями: с 2008 года она работает в московском центре социальной помощи семье и детям «Восточное Дегунино» в должности инструктора по физкультуре.
Ветеран спорта. Ветеран труда. Ветеран ЦСКА.
За высокие спортивные достижения награждена орденом «Знак Почёта».

## Достижения
В 1974 году добилась первых успехов, победив на международных соревнованиях по спортивной гимнастике на приз газеты «Московские новости», и завоевав первую золотую медаль на чемпионате страны. В марте 1974 года ей было присвоено звание мастера спорта СССР, а в октябре — мастера спорта международного класса. В том же году вошла в состав сборной СССР.
В 1976 году стала победительницей в многоборье в соревнованиях на приз газеты «Московские новости» и на чемпионате страны. Вошла в сборную Советского Союза по спортивной гимнастике на летних Олимпийских играх 1976 года, вместе с которой и завоевала золотую медаль в командном зачёте. Также была неоднократной чемпионкой РСФСР и Вооруженных сил СССР.
В 1980 году сменила спортивную дисциплину, занявшись спортивной акробатикой. Выступала в смешанных парах, где её партнёром был Евгений Махаличев. Специалисты отмечали сложность, уверенность, артистизм выступления пары. Было замечено, что лиризм, поэтичность движений сочетаются с труднейшими сальтовыми элементами удивительно изящными равновесиями, указывалось и ведущая роль Светланы в данном дуэте. Пара стала многократными чемпионами мира, Европы, завоёвывала кубок мира. Также Светлана многократная чемпионка РСФСР, СССР, Вооруженных сил СССР по спортивной акробатике.
В июле 1981 года ей было присвоено звание мастера спорта СССР по спортивной акробатике, в январе 1982 года — заслуженного мастера спорта СССР по спортивной гимнастике, а в июне 1983 — мастера спорта СССР международного класса по спортивной акробатике.

## Результаты

### Спортивная гимнастика
| Год  | Соревнование                                     | Абсолютное первенство | Команда | Опорный прыжок | Брусья | Бревно | Вольные упражнения |
| ---- | ------------------------------------------------ | --------------------- | ------- | -------------- | ------ | ------ | ------------------ |
| 1974 | Чемпионат СССР                                   |                       |         |                |        | 1      | 3                  |
| 1974 | Соревнования на приз газеты «Московские новости» | 1                     |         | 2              |        | 2      | 2                  |
| 1976 | Чемпионат СССР                                   | 1                     |         |                |        | 2      | 3                  |
| 1976 | Соревнования на приз газеты «Московские новости» | 1                     |         |                | 1      | 3      |                    |
| 1976 | Олимпийские игры                                 | 9                     | 1       | 21             | 12     | 13     | 3 (квалиф.)        |

### Спортивная акробатика
Выступая в смешанной паре на соревнованиях по спортивной акробатике стала абсолютным чемпионом мира в 1984 и 1988 годах и чемпионом Европы в 1984, 1985 и 1988 годах. Обладательница кубка мира 1985 года.
Чемпионка СССР (1983—86, 1988 годы) в смешанной паре.